# Azy
Azy – miejscowość i gmina we Francji, w Regionie Centralnym, w departamencie Cher.

## Zaludnienie
Według danych na rok 1990 gminę zamieszkiwały 413 osoby, a gęstość zaludnienia wynosiła 15 osób/km² (wśród 1842 gmin Regionu Centralnego Azy plasuje się na 747. miejscu pod względem liczby ludności, natomiast pod względem powierzchni na miejscu 402.).